# チャイナマン
チャイナマン（単数:Chinaman 複数:Chinamen）とは、中国人（中華民族=漢民族）を指す呼び方。イギリスやアメリカなど英語を母国語とする国を中心に使われている。本来は蔑称ではないが、現在では差別的な意味合いを帯びる場合がある。中国人や漢民族だけではなく、一般的なアジア系の人を現す言葉である。

## 関連名詞
- チャイナマンズ・ハット - アメリカ合衆国ハワイ州にある無人島、モコリイ島の別名[2]。島の全景がライスピッカーハットに似ているためこのように呼ばれる[2]。
  - 『チャイナマンズ・ハットの物語』 - 上記を題材としたディーン・ハウエルによる1990年発刊の絵本[3]。
- 『チャイナマン (小説)』 - スティーヴン・レザーによる1996年の小説[4]。
  - 『ザ・フォーリナー/復讐者』 - 上記小説を原作として制作されたジャッキー・チェン主演の2017年10月公開[5]のハリウッド映画[6]。